# 스트라이커 팩 시스템
스트라이커 팩 시스템(영어: Striker Pack System, 일본어: ストライカーパックシステム)은 TV 애니메이션 《기동전사 건담 SEED》 및 관련 미디어의 각종 작품에 등장하는 가상의 무장 교환 시스템이다.

## 개요
2002년부터 2003년까지 방송된 애니메이션 작품 《기동전사 건담 SEED》에서 처음으로 등장했다. 《기동전사 건담 SEED》에서 등장하는 병기인 모빌 슈트(MS) "스트라이크 건담"의 무장 교환 시스템으로 그려졌으며, 후속편인 《기동전사 건담 SEED DESTINY》나 《기동전사 건담 SEED》 시리즈의 외전, 파생 작품에서도 이러한 무장 교환 시스템을 가진다고 설정된 기체가 다수 등장했다.
《기동전사 건담 SEED》의 감독인 후쿠다 미츠오는 인터뷰에서 자신이 예전에 감독을 맡은 애니메이션 작품 《신세기 GPX 사이버 포뮬러》에 등장하는 주역 머신인 아스라다와 같이 장비를 교체하는 컨셉이라고 밝혔다.

## 작품 내 설정
스트라이커 팩은 지구연합군이 개발한 모빌 슈트(MS)용 환장형 파츠로, 고기동전투, 대함공격, 근접전, 포격전 등 특정 컨셉에 따른 무기와 스러스터, 각종 기기 등의 장비를 복합한 것이다. 전용 플러그를 가지고 있는 모빌 슈트에 상황에 맞는 스트라이커 팩을 장비함으로써 어떠한 용도, 상황에서도 높은 능력을 지닌 기체로 활용할 수 있게 되었다. 또한 전용 배터리가 내장되어 있어서 팩의 추가 장비로 모빌 슈트의 가동 시간의 단축을 방지하고, 사용 방법에 따라서 본체에 대한 추가 배터리로 기능한다. 또한 장비를 환장하는 것으로 여분의 무게를 줄일 수 있으며, 기체의 운동성을 향상시키는 효과도 볼 수 있다.
스트라이커 팩은 크게 에일 스트라이커, 소드 스트라이커, 런처 스트라이커와 같은 단일기능형 스트라이커 팩과 I.W.S.P.와 같은 만능형 스트라이커 팩이 존재한다. C.E. 71년에 GAT-X105 스트라이크 건담 개발시에 이들 양자가 경합을 벌여, 당시에는 단일기능형 스트라이커 팩이 제식화되었다.
이것은 당시 기술로는 I.W.S.P.의 실용화에 있어서 중량 증가에 따른 전력 소비의 증가, 병장기의 복잡성에 따른 고비용의 문제를 극복할 수 없었던 것에 기인한다. 대체로 단일기능형 스트라이커 팩은 신뢰성이 높고, 제조 비용도 낮았다. I.W.S.P.의 또 다른 문제점으로 파일럿에게 어느 정도의 기량을 요구하는 조종 계통의 복잡성도 들 수 있으며, 루키 파일럿인 카가리 유라 아스하는 I.W.S.P.의 시험 운용후 이러한 조종 난이도로 인해 스트라이커 팩을 변경했다. 한편 단일기능형 스트라이커 팩은 전황에 따라 기체의 특성을 변경하는 경우에 그 운용은 정비 스텝의 숙련도, 상세한 전황 분석, 적절한 유지 보수 설비가 없으면 특성을 충분히 발휘하기 힘들었다. 또한 전장에서 장비 교환을 할 수 없는 상황이 되었을 경우, 이후의 전황에 대응할 수 없는 사태도 발생한다. I.W.S.P.가 가지고 있던 신뢰성과 조작성의 문제점은 I.W.S.P.의 설계를 바탕으로 문제점들을 해결한 후속 스트라이커 팩인 오오토리에서 해결하고 있다.
단일기능형 스트라이커 팩과 만능형 스트라이커 팩은 양쪽 모두 각각의 장단점을 가지고 있지만, C.E. 73년 이후에는 I.W.S.P.의 연장선 상에 있는 느와르 스트라이커나 오오토리, I.W.S.P.의 운용 데이터가 활용된 제트 스트라이커나 도펠호른 연장무반동포 등과 같은 각종 스트라이커 팩이 혼재하는 상황이었다.

### 스트라이커 팩 장착 가능 기종
- 지구연합군의 기체
  - 시험기 (스트라이크 건담 외에는 어깨용 파츠 장착 불가)
    - GAT-X105 스트라이크 건담
      - GAT-X105E 스트라이크 E
      - GAT-FJ108 라이고우 건담

    - MBF-P0X 건담 아스트레이 느와르

  - 양산기 (윈덤은 어깨용 파츠 장착 불가)
    - GAT-01A1 대거
      - GAT-01A2R 105 슬로터 대거
      - GAT-02L2 대거 L
        - GAT-02L2 다크 대거 L

      - GAT-04 윈덤

  - 지원기
    - FX-550 스카이 그래스퍼
      - FXet-565 코스모 그래스퍼
- 오브 연합 수장국군의 기체
  - 시험기 (스트라이크 루즈 외에는 어깨용 파츠 장착 불가)
    - MBF-02 스트라이크 루즈
    - MBF-P03D 건담 아스트레이 블루 프레임 D
- 자프트의 기체
  - 시험기 (어깨용 파츠는 임펄스 건담만 장착 불가, 다른 보조 파츠의 사용으로 장착 가능)
    - ZGMF-X12 건담 아스트레이 아웃 프레임
      - ZGMF-X12D 건담 아스트레이 아웃 프레임 D

    - ZGMF-X12A 테스타먼트 건담
    - ZGMF-X56S 임펄스 건담 (멀티팩 장비)
- 민간기업의 기체 (어깨용 파츠는 장착 불가)
  - ZGMF-X56S/ι 데스티니 임펄스 R (멀티팩 장비)
- 라이브러리안의 기체 (전 기종 어깨용 파츠 장착 불가)
  - LR-GAT-X102 레겐 듀얼 건담
  - LH-GAT-X103 헤일 버스터 건담
  - LG-GAT-X105 게일 스트라이크 건담
  - LN-GAT-X207 네불라 블리츠 건담
  - LN-ZGMF-X13A 닉스 프로비던스 건담
  - LV-ZGMF-X23S 반 세이버 건담

### 《기동전사 건담 SEED》 시리즈에 등장하는 기타 무장 교환 기구
위저드 시스템
자프트의 뉴 밀레니엄 시리즈와 그 로드맵에 의거해 제조된 기체에 도입된 무장 교환 시스템이다.
실루엣 시스템
자프트의 임펄스 건담에 채택된 무장 교환 시스템이다.

## 에일 스트라이커
초창기에 개발된 팩 중 하나로 라디에이터 플레이트 겸용의 대형 가변 날개와 4개의 고출력 스러스터를 가지고 있는 고기동 전투용 스트라이커 팩이다. "에일(aile)"은 프랑스어로 "날개"를 의미한다.
개발은 모르겐레테사가 담당하였다. 무중력 하에서 기동성을 증강시키는 것을 주목적으로 한 고출력 스러스터로 구성된 팩으로 우주용 장비이지만 큰 추력에 의해 중력 하에서도 단시간에 활공을 가능하게 하고, 높은 점프와 공중에서의 방향 전환도 가능하게 한다. 심지어 수중에서도 기능을 한다. 에일 스트라이커 팩의 뒷부분에는 배터리가 존재한다.
기동력을 강화한다는 특성상 범용성이 높아 C.E. 71년의 대전에서 우주공간, 대기권 내를 불문하고 가장 많이 사용되었다. 또한 M1 아스트레이의 고정 장비인 등부분의 대형 스러스터의 설계 등에 영향을 주고 있다.
제트 스트라이커에 비해 선회 반경이 작기 때문에 C.E. 73년의 대전기에서도 대 모빌 슈트 전투에서 효과적이었다. C.E. 73년의 대전기에는 출력 강화로 대기권 내에서의 체공 시간이 향상된 개량 모델이 등장했으며, 스트라이크 루즈나 슬로터 대거에 장착되어 사용되었다.
무장
빔 사벨
미라쥬 콜로이드를 물체 표면에 정착시키는 기술을 응용하여 블레이드 형상으로 형성한 빔으로 대상물을 절단하는 근접격투전용의 빔 무기이다.

### 코스모 스트라이커
스트라이커 팩 시스템을 채택한 연합군의 우주전투기인 코스모 그래스퍼의 표준 장비로 준비된 에일 스트라이커를 개량해 제작한 스트라이커 팩이다. 물론 코스모 그래스퍼 뿐만 아니라, 다른 스트라이커 팩 시스템을 채택한 모빌 슈트에도 장착할 수 있다.

### 스페큘럼 스트라이커
《기동전사 건담 SEED FRAME ASTRAYS》에 등장한다. 후지야마사가 자사의 모빌 슈트(MS)인 라이고우 건담용으로 개발한 3가지 어나더 스트라이커 중 하나이다. 에일 스트라이커와 코스모 그래스퍼의 흐름을 이어 받은 고기동형 팩으로 스러스터의 증설 강화와 주익 아래 파일론 증설에 의한 탑재량 확대, 나아가 미사일 포드의 증설에 의한 공격 수단의 증가와 화력의 향상을 양립시키고 있어서 종합적인 성능이 에일 스트라이커보다 높아졌다. 에일 스트라이커는 대기권 내에서 단시간 동안 비상과 체공 정도 밖에 할 수 없었지만, 스페큘럼 스트라이커는 충분한 비행 능력을 갖추고 있다. "스페큘럼"은 "익경(翼鏡)"을 의미한다. 일본계 기업인 후지야마사답게 각종 스트라이커는 각각 "거울", "검", "곡옥"이라는 일본 신화에 등장하는 삼종신기에서 그 이름을 따왔다.

### 뷔브르 스트라이커
《기동전사 건담 SEED DESTINY ASTRAY B》에 등장한다. "뷔브르(vouivre)"은 프랑스어로 "익룡"을 의미한다. 건담 아스트레이 블루 프레임 D의 표준 장비로 제공되는 에일 스트라이커의 개량 유닛이다. 빔 사벨 대신에 포격에 특화된 유형의 빔 캐논 드라군이 2개 장착되어 있다.
이러한 명칭은 단행본인 《기동전사 건담 SEED DESTINY ASTRAY B 하권》에서는 사용되지 않고, 건담 프라모델 〈1/100 MG 건담 아스트레이 블루 프레임 D〉에서 설정된 것이다.

## 소드 스트라이커
초창기에 개발된 병장 중 하나로 근접격투전용으로 개발된 스트라이커 팩이다. 백팩 부분은 슈베르트 게벨과 추가 배터리, 근접전투 지원 정보 제어 시스템, 서멀 어큐뮬레이터로 구성되어 있다.
무장들은 그대로 소드 캘러미티 건담으로 피드백되었다. 또한 스트라이크 E 전용의 물건(어나더 트라이얼 사양)도 존재한다. 한편, 무우 라 프라가는 스카이 그래스퍼 탑승 및 스트라이크 건담 탑승시에도 소드 스트라이커 팩을 사용하지 않았다.
무장
15.78m 대함도 "슈베르트 게벨"
레이저 블레이드를 가지고 있는 대함도이다. 칼끝은 하이브리드 중후 합금으로 되어 있으며, 빔 사벨을 사용할 수 없는 수중 등에서도 모빌 슈트(MS)의 장갑을 꿰뚫을 수 있다. 진의 중참도가 유용하다는 것에 착안해서 개발된 장비로 알려져 있다. 원래는 대함용 장비였지만, 모빌 슈트(MS)전에 많이 사용되었고, 격투전에서 높은 유용성을 자랑한다.
"슈베르트(Schwert)"가 독일어로 "검"을, "게벨(Gewehr)"이 독일어로 "총"을 의미하는 바와 같이 손잡이 부분에 레이저 빔 포를 갖추고 있는 격투, 사격 겸용 장비이다. 그러나 아크엔젤에 배치된 스트라이크 건담이 장착한 슈베르트 게벨은 시제 장비이고, 빔 포는 애니메이션 작품 내에서는 사용되지 않았다. 이 총구부에서 소형 빔 날을 발생시킬 수도 있다.
빔 부메랑 "마이더스 메서"
기부가 되는 아머와 함께 왼쪽 어깨에 장착되는 빔 부메랑이다.
빔 사벨과 같은 시스템을 탑재하지만 부메랑 내부에 대용량의 파워 콘덴서를 탑재함으로써 모빌 슈트 본체로부터 독립한 비행 중에도 빔 날을 유지한 채로 호를 그리는 독특한 궤도로 비행해 궤도 상의 표적을 자르고 손 안으로 돌아온다. 여러 기의 적과의 교전이나 격투전시 양동 작전에 유용한 장비로, 상대가 한 번 회피하더라도 궤도가 호를 그리며 되돌아오면서 적기의 등 뒤를 기습하기 때문에 상대의 허를 찌를 수 있다. 빔 부메랑의 비행은 빔 블레이드 부분의 역장과 공간의 간섭작용에 의해 이루어진다. 부메랑이라는 호칭은 편의상 부르는 것이지, 공력 비상체라는 것은 아니다.
로켓 앵커 "팬저 아이젠"
왼팔에 장착되는 로켓 추진식의 앵커이다. 사출되는 앵커의 궤도는 연결된 강화 고분자 케이블의 운동에 크게 영향을 받기 때문에, 이를 운용하려면 상응하는 기술이 필요하다. 앵커 끝의 클로가 전개되어 목표를 포착하거나 파괴하는 것이 가능하다.
강화 고분자 케이블의 릴 케이스를 겸한 본체 캐니스터는 대 빔 코팅이 되어 있으며, 실드로 기능할 수도 있다. 같은 계통의 장비로 GAT-X207 블리츠 건담의 "그레이프 닐"이 있다.
"팬저 아이젠"은 독일어로 "철의 갑옷"을 의미한다.

### 어나더 트라이얼 소드 스트라이커
전격 하비 매거진 연재의 포토 스토리인 《기동전사 건담 SEED C.E.73 STARGAZER PHANTOM PAIN REPORT》에 등장한다.
팬텀 페인이 추진한 초기 GAT-X 시리즈 재생 계획인 "액타이온 프로젝트"에 따라 보수, 강화된 GAT-X105E 스트라이크 E의 전용팩으로 개발된 시험형 스트라이커 팩이다. 오리지널 소드 스트라이커 팩에는 왼팔에만 장착되던 팬저 아이젠이 양팔에 장착되며, 마이더스 매서는 신규 제작된 어댑터 파츠에 의해 팬저 아이젠에 1기씩 설치되어 있다. 또한 본팩 장착시의 스트라이크 E의 배리어블 페이즈 시프트 장갑(VPS 장갑)은 약간 채도가 낮은 트리콜로로 변화한다.

### 칼리번 스트라이커
《기동전사 건담 SEED FRAME ASTRAYS》에 등장한다. 라이고우 건담용으로 개발된 3가지 어나더 스트라이커 중 하나이다. 소드 스트라이커의 흐름을 이어받은 근접전용 팩으로 "검"에 해당하는 장비이다. 일반적인 소드 스트라이커에 맞는 무장 강화형을 갖추고 있을 뿐만 아니라 새로운 고출력의 빔 사벨도 장비된다.
칼리번 스트라이커 장착시의 배리어블 페이즈 시프트 장갑(VPS 장갑)은 파란색 부분이 옅은 색조로 변화한다. 칼리번의 유래는 아서왕의 전설에 등장하는 명검 "엑스칼리버"의 별명인 "칼리번"이다.
무장
대함도 "슈베르트 게벨 改"
주무장인 대형 레이저 대함도이다. 등뒤에 거치할 때는 칼끝이 지면에 끌리지 않도록 칼날과 칼자루의 경계가 꺽이는 구조로 되어 있다.
대형 빔 사벨 "칼레드볼프"
왼쪽 등에 탑재되는 고출력 빔 사벨이다. 유일하게 기존 무장의 개량형이 아닌 신규로 추가된 장비이다.
명칭의 유래는 켈트 신화에 등장하는 성검 "칼레드볼프"이다.
빔 부메랑 "마이더스 메서 改"
기존의 마이더스 메서와는 달리 실체 부메랑에 빔 블레이드를 씌워서 사출한다.
로켓 앵커 "팬저 아이젠 改"
기존의 팬저 아이젠에 비해 클로가 대형화되어 공격력이 향상되었다.

## 런처 스트라이커
초창기에 개발된 무장 중 하나로 원거리 포격전에 특화된 스트라이커 팩이다. GAT-X103 버스터 건담의 컨셉을 답습한 팩이며, 높은 화력으로 요새전이나 후방 지원에 적합하다. 그러나 에일, 소드를 포함한 3가지 스트라이커 팩 중에서 빔 사용시 에너지 소비가 가장 심하다. 작품 내에서 스트라이크 건담이 실전에서 처음으로 사용한 스트라이커 팩이기도 하다.
무장
320mm 초 고 임펄스포 "아그니"
전체 길이가 약 20m인 대형 빔 포이다. 그 크기 때문에 매니퓰레이터 뿐만 아니라 팩 본체와 연결된 암을 사용해 유지한다. 높은 압축 상태의 임계 플라즈마 에너지 마이크로 세컨드 오더의 버스트 임펄스로 생성·방출하는 것으로 스페이스 콜로니를 파괴할 정도의 위력을 발휘한다. 위력에 비례하여 전력 소비율도 높지만, 외부 전원과 연결하면 장시간 동안 고속 연사도 가능하다.
"아그니"는 인도 신화에 등장하는 불의 신의 이름이다.
120mm 대함 발칸포
오른쪽 어깨에 장착되는 복합 병장 유닛 "콤보 웨폰 포드"에 부속된 발칸포이다. 중근거리에서 모빌 슈트의 요격에 위력을 발휘한다. 대함 전투에 사용할 수 있다고 해서 이러한 호칭이 붙여졌다.
350mm 건 런처
"콤보 웨폰 포드"에 부속된 2연장 미사일 런처이다. 건 런처이기 때문에 일반적인 폭탄, 미사일 모두 발사가 가능하다.
다수의 적기를 록온 가능하며, 발칸포와 함께 공격이나 미사일 등의 요격에도 사용된다. 이 무장은 근접 방어 무기가 없는 GAT-X103 버스터 건담의 단점을 피드백하여, 신뢰성이 높은 기존의 무기로 구성되어 있다.

### 어나더 트라이얼 런처 스트라이커
《기동전사 건담 SEED C.E.73 STARGAZER PHANTOM PAIN REPORT》에 등장한다.
스트라이크 E용으로 개발된 시험형 스트라이커 중 하나이다. 양쪽 어깨에 서브 스러스터 추가에 따라 어깨의 하드 포인트를 사용할 수 없게 되어 콤보 웨폰 포드를 백팩에 직접 연결하는 방식으로 변경하였다. 어나더 트라이얼 런처 스트라이커 팩 장착시 스트라이크 E의 배리어블 페이즈 시프트 장갑(VPS 장갑)의 색은 전신이 어두운 녹색으로 변화한다.

### 섬블릿 스트라이커
《기동전사 건담 SEED FRAME ASTRAYS》에 등장한다. 라이고우 건담용으로 개발된 3가지 어나더 스트라이커 중 하나이다. 런처 스트라이커의 흐름을 이어받은 포격전형 팩으로 "곡옥"에 해당하는 장비이다. 개발 과정에서 버스터 건담이나 캘러미티 건담 등 연합제 포격전형 모빌 슈트의 데이터도 받아들여저서 한층 더 화력이 향상되었다. 기존의 런처 스트라이커에서 어깨에 분산 설치된 장비는 장착되는 기종이 한정되지 않도록 모두 등쪽에 집중되어 있다. 섬블릿 스트라이커 장착시 배리어블 페이즈 시프트 장갑(VPS 장갑)의 색은 거의 전신이 어두운 녹색으로 변화한다.
초 고 임펄스포 "아그니 改"
아그니의 출력 강화형이다. 모빌 슈트(MS)용 화기로는 위력이 좀 과잉이며, 배터리 소모도 심상치 않기 때문에(1~2발로 페이즈 시프트 다운이 되버릴 정도) 일반적인 임무에서는 노멀한 아그니와 버스터 건담의 것과 동형인 94mm 고 에너지 수속 화선 라이플로 환장한다.
플라즈마 서포트포 "토데스블록 改"
캘러미티 건담의 토데스블록의 개량형이다. 오른쪽 등에 장착된다. 캘러미티 건담의 것과는 달리 바주카(런처)가 아닌 화포(건)이며, 원거리 곡사 포격도 가능하다.
8연장 미사일 포드
왼쪽 등에 설치된 실탄 무장이다. 버스터 건담이 가지고 있는 무기의 개량형이다.

## 멀티플 어설트 스트라이커
《기동전사 건담 SEED》 HD 리마스터 버전에 등장했다. 에일, 소드, 런처의 3가지 스트라이커 팩을 통합한 전영역형 스트라이커이다. 이 스트라이커를 장비한 스트라이크 건담은 "GAT-X105+AQM/E-YM-1 퍼펙트 스트라이크 건담"으로 불린다. 에일 스트라이커 부분에 배터리 팩을 총 5개를 연결하여 방대화된 전력 소비에 대응하고 있다. 또한 증가된 배터리 팩은 데드 웨이트화를 방지하기 위해 사용할 때마다 제거된다.
이 장비의 개발에는 관련 군사 기업에 대한 이익 공여의 의미도 있었던 것으로 알려져 있어, 현장이 원하는 물건이었는지에 대해서는 의문이 남아 있다. 스카이 그래스퍼와 함께 아크엔젤에 반입되었을 때, 이 장비를 본 키라는 다기능이기 때문에 사용시의 불편함 및 스트라이크의 자체 중량을 합쳐 약 2배에 이르는 총 중량이 기동성의 저하를 초래한다고 판단해 사용하지 않았다. 이후 오브 해방 작전시에 무우 라 프라가가 스트라이크 건담에 장착해서 전과를 올렸지만, 키라의 판단이 옳았다는 것이 증명되었다.

## I.W.S.P.
《기동전사 건담 SEED MSV》에서 설정된 스트라이커 팩이다. I.W.S.P.는 통합 병장 스트라이커 팩(Integrated Weapons Striker Pack)의 약칭이다.
PMP사가 에일 스트라이커의 기동성, 소드 스트라이커의 격투 능력, 런처 스트라이커의 화력을 하나의 스트라이커 팩에 통합할 목적으로 설계했다. 모르겐레테사가 만들고 있던 스트라이커 팩의 경쟁기로 개발되고 있었지만, 구조의 복잡화에 의한 비용 상승이나 팩 본체의 데드 웨이트에 의한 자세 제어의 악화 뿐만 아니라 병장기와 제어용 전장계의 중장비화에 의한 소비 전력의 증가 때문에 페이즈 시프트 장갑(PS 장갑)의 작동 시간이 크게 단축되는 문제를 해결할 수 없었다. PMP사는 신형 파워팩을 개발하고 있었지만 기술적 한계로 실용화되지는 못했고, C.E. 71년에 완성된 시제기에는 에일, 소드, 런처의 3종류 팩이 채택되어 연합군에서 I.W.S.P.의 채택은 C.E. 73년에 재생기에 의한 시험 운용까지 미뤄지게 되었다.
나중에 계획 자체가 모르겐레테사에 양도되고, PMP사가 암초에 부딪쳤던 파워팩도 그 데이터를 입수한 모르겐레테사의 독자 기술을 이용함으로써 완성시켜, 당초에 예정했던 성능을 발휘하게 하는데 성공했다. 파워 익스텐더에 의해 가동 시간이 연장된 스트라이크 루즈에 탑재가 예정되어 수 차례에 걸쳐 테스트가 이루어졌지만, 복잡한 화기 관제 시스템을 파일럿인 카가리 유라 아스하가 다루지 못해 결국 실전에 투입되지 못했다.
대전이 끝난 후에 지구연합군에서 에이스 전용 원 오프 커스텀기의 개발을 위해 스웬 칼 바얀의 스트라이크 건담에 장비되어 실전에 투입되었다. 이때의 전투 데이터는 후에 제트 스트라이커와 돕펠호른 2연장 무반동포의 개발에 활용되었고, 통합 무장이라는 컨셉은 연합에서는 느와르 스트라이커, 오브에서는 오오토리라는 각각의 형태로 발전하는 양상을 띠고 있다.
시제 1호기는 초고세밀 VR 전장용 시뮬레이션 모델, 2호기는 실물 크기의 모형이며, 스트라이크 루즈로 운용 실험이 실시된 것은 3호기에 해당한다. I.W.S.P.가 스트라이크 루즈에 장비되어 실전에 투입된 적은 없었지만, 제2차 야킨 두에 공방전 후의 수 많은 행사에서는 보다 더 강력함을 연출하기 위해 I.W.S.P.가 장비되었다.
또한, 위의 것과는 별도로 C.E. 71년의 전쟁 후에 액타이온 프로젝트에서 신규로 제조된 것이 등장한다. 이것은 스웬 칼 바얀의 탑승기에 장비되어 있던 I.W.S.P.로 액타이온 프로젝트는 모르겐레테사로부터 기술이나 데이터를 제공받지는 않았지만, 이 시점에서 이미 파워 익스텐더는 일반화된 기술이었기 때문에 문제없이 완성할 수 있었다고 한다. 또한 액타이온 프로젝트에서 기업 그룹의 하나로 참여하고 있던 후지야마사는 동아시아 전선에서 스트라이크 E와 함께 I.W.S.P.의 운용을 실시했다.
무장
115mm 레일건
원거리 공격용의 레일건이다. 백팩에 탑재되어 어깨 너머로 목표를 사격한다. 동일한 축 상에 장착된 고정밀 조준 센서로 초장거리 사격시 명중률을 향상시켰다. 탄속은 5 km/s에 달한다.
105mm 단장포
레일건과 병행하도록 어깨 부분에 장착되는 단장포이다.
9.1m 대함도
빔 블레이드에 버금가는 절삭력을 가진 특수 합금제의 실체검이다. I.W.S.P.의 전력 소비가 높았기 때문에 완전한 실체검을 채택했으며 모빌 슈트(MS)와의 격투전은 물론 거대한 함선 공격시에도 사용할 수 있다. I.W.S.P.의 양쪽 하단에 구비된 칼집 용도의 기부에 끼워져 있는 상태로 장착된다.
이 대함도를 탑재한 스트라이크 E에 탑승한 루카스 오도넬은 "상대의 단발마의 외침을 들을 수 있는 장비"라며 애호했다.
C.E. 72～73년 경에는 M1 아스트레이의 추가 장비로 이 대함도가 사용되고 있다.
30mm 6총신 개틀링 포
실드와 일체화된 개틀링 포이다. 무기와 일체화된 실체 방패는 "컴바인드 실드"로 불린다. 분당 8,000발의 연사가 가능하고, 탄심에는 티타늄 카바이드강이 사용되었다. 기체의 왼쪽에 무게가 많이 실리기 때문에 사용하기가 불편했고 개량형인 느와르 스트라이커에서는 완전히 생략되었다.
빔 부메랑
컴바인드 실드의 표면에 장착된다. 빔 블레이드가 일으키는 공간에 대한 간섭 반응을 이용하여 비상하는 빔 부메랑이다.

### 느와르 스트라이커
《기동전사 건담 SEED C.E.73 STARGAZER》에 등장한다.
I.W.S.P.의 컨셉을 계승하는 만능형 모듈로, 그 만능성을 살리면서 근접 전투에 특화시킨 팩이다. 거대한 가변 윙 유닛에 사격용 연장 리니어건, 근접전용의 대형 대함도 2개와 중앙에 앵커 런처를 장비한다. 유닛은 스러스터를 갖추고 있지만 추력을 강화할 정도의 출력은 없으며, 주 날개는 가변 기구에 의해 모빌 슈트(MS)의 자세 제어를 할 수 있는 능력을 중시한 설계로 되어 있다. 동시에 가변익을 채택함으로써 공기 저항을 감소시키는 효과를 얻었다. 또한 기체와 마찬가지로 외장은 배리어블 페이즈 시프트 장갑(VPS 장갑)을 전면 채택했다. 이로써 스트라이크 느와르 건담은 방패를 장비할 필요가 없어졌다.
개발 발주는 지구연합군 특수부대 팬텀 페인이 하였으며, 제조는 스트라이크 E의 개수와 같은 시기에 행해졌다.
페이즈 시프트 장갑(PS 장갑) 부품 재료의 문제로 생산성이 낮았기 때문에 완전한 형태로 조립된 것은 극히 적고, 그 개체 총수는 두 자릿수에 못미치는 것으로 알려져 있다. 또한 개발 제조를 담당한 액타이온사에 대한 발주는 이 회사의 대주주인 로고스 간부를 통해 극비리에 이루어졌다. 팬텀 페인 내에서는 스웬 전용기 외에도 익스텐디드 휴먼 부대에 공급되어 비공식적인 부대의 특수성과 I.W.S.P.와 마찬가지로 운용에 높은 기량이 요구되는 팩이어서 이들 특수 부대 외에 일반 부대에 공급된 기록은 전무한 것으로 알려져 있다. 느와르 스트라이커의 규격은 다른 기체와 공통적이기 때문에 다양한 기체에 장착이 가능하나 스트라이크 E와 조합되었을 때 최고의 성능을 발휘한다. 느와르 스트라이커를 장착한 스트라이크 E는 그 기체색의 변화(어두운 색의 트리콜로에서 검은색으로)와 장비 조합 때문에 "스트라이크 느와르"로 불렸다.
또한 앞서 서술한 스트라이크 E용으로 제조된 느와르 스트라이커 팩은 같은 시기에 액타이온사에 의해 프로토 아스트레이용으로도 1기가 제조되었으며, 프로토 아스트레이와 느와르 스트라이커 팩의 조합은 아스트레이 느와르라고 부른다. 또한 아스트레이 본체의 장갑은 배리어블 페이즈 시프트 장갑(VPS 장갑)이 아닌 발포 금속이지만, 파일럿의 이미지 컬러로 검은색을 바탕으로 한 기체색이어서 아스트레이의 느와르 스트라이커도 스트라이크 E용과 같은 색상의 변화가 있다.
무장
MAU-M3E4 2연장 리니어건
윙 안쪽에 설치된 장사정 리니어건(레일건)이다.
이그자스의 머리 밑에 장비되는 "MAU-M3"의 발전형이다. 근접 전투를 주된 용도로 하는 느와르의 특성에 맞추어 근거리에서의 파괴력 향상을 목적으로 한 탄체의 초고속화, 고속 연사 성능, 저전력화에 중점을 둔 세팅이 이루어졌다.
MR-Q10 프라가라흐 3 빔 블레이드
윙 외부에 장착된 빔 엣지 내장형의 대형 대함도이다.
근접전용으로 조정된 느와르의 주력 장비이다. 형식번호에서 알 수 있듯이 자프트로부터 노획한 ZGMF-X88S 가이아 건담의 그리폰 2를 바탕으로 해서 휴대용으로 사양을 변경한 장비이다. 실체검으로서의 성능에 더하여 빔 엣지로 페이즈 시프트 장갑에도 위력을 발휘한다.
"프라가라흐(Fragarach)"는 고대 켈트 신화에서 전승되는 빛의 신 "루"가 가지고 있는 마검의 이름에서 유래하였다.
EQS1358T 앵커 런처
스트라이커 중앙부에 설치된 소형의 유선 로켓 앵커이다. I.W.S.P.는 그 무게 중심으로 인해 AMBAC가 어려워지는 단점이 있어 탑재되었다.
스트라이크 E 본체에 장비된 것과 동등한 기능을 가지고 있다.

### 오오토리
《기동전사 건담 SEED DESTINY》 HD 리마스터 버전에 등장한다.
스트라이크 루즈의 개발과 같은 시기에 제작이 진행되고 있던 전용 팩으로, PMP사로부터 I.W.S.P.의 데이터를 입수한 오브가 그 설계를 재검토하고 독자적인 기술을 도입해 완성시킨 것이다. 기초 설계를 변경함으로써 베이스가 된 I.W.S.P.가 보유하고 있던 신뢰성 및 정비성의 문제점을 해결하고, 섬나라이기 때문에 해상전을 국토 방위의 핵심으로 하는 오브의 전략에 대응해 대기권 내에서 동력 비행을 가능하게 하는 추진 시스템과 4개의 엔진을 탑재한 "X"자 모양의 공기추진 날개를 통해 고도의 비행 능력을 가지게 되었다. 분리 상태에서는 접힌 기수를 전개함으로써 팩 단독의 작전 행동이 가능하다. 나중에 오오토리의 컨셉을 계승하여 아카츠키의 오오와시가 개발되었다.
오오토리의 뒷부분에도 스트라이커 팩 커넥터가 있어서(작품 내에서는 사용하지 않음) 다른 스트라이커 팩을 추가로 장착할 수 있다. 또한 《기동전사 건담 SEED》 HD 리마스터 버전에 등장하는 퍼펙트 스트라이크 건담과 같은 이유로 등장인물들이 오오토리에 대해 특별히 언급하지는 않는다. 《기동전사 건담 SEED DESTINY》 HD 리마스터 버전에서 키라가 자프트군의 공격으로 위기에 빠진 이터널을 지키기 위해 스트라이크 루즈를 타고 우주로 올라갈 때 오오토리를 장착했으며, 자프트군과의 전투에서 오오토리는 파괴되었다.
2021년 11월에 발매되는 〈메탈빌드 스트라이크 루즈 오오토리 장비〉에서는 일본어로는 "오오토리 장비", 영어로는 "오오토리 스트라이커"로 표기되었다.
무장
레일건
오오토리 좌현의 가동식 암에 장비된다. 페이즈 시프트 장갑을 파괴하는 위력을 가지고 있다. 또한 오브에서 레일건의 호칭은 전자기 가농포이지만, 오오토리에서는 단순히 레일건이라고 부른다.
빔 런처
오오토리 우현의 가동식 암에 장비되는 고출력 빔 런처이다. 좌현의 레일건 만큼 긴 사거리와 위력을 자랑한다.
대형 대함도
빔 블레이드와 실체검의 칼끝을 갖춘 근접 무기이다. 오오토리 위쪽 우현에 장비된다. 원래는 대함용 장비였지만, 후에 대 모빌 슈트(MS)용으로도 사용되었다.
미사일 런처
오오토리 위쪽 좌현에 장비된다. 임무에 따라 기관포나 전자전 장비로 교체도 가능하다.
3연 소형 미사일
날개 밑의 하드 포인트에 장착되는 미사일이다.
드롭 탱크
날개 밑의 하드 포인트에 장착된다. 미라쥬 콜로이드를 이용한 일종의 스텔스 지원 시스템으로 알려져 있지만, 그 자세한 내용은 밝혀지지 않았다.

## 건배럴 스트라이커
《기동전사 건담 SEED MSV》로 분류되는 스트라이커 팩이다. 뫼비우스 제로와 마찬가지로 유선식 건배럴 4기를 장비하고 있다. 부품들의 간섭으로 코스모 그래스퍼에 연결할 수 없기 때문에 독립된 모빌 아머(MA)로의 변형 기구를 가지고 있다. 기수부에 독자적인 콕피트를 가지고 있으며, 이에 따라 팩 단독으로의 전투 능력도 가지고 있다. 스트라이크 건담에 장착될 때는 기수가 뒤쪽으로 접히고, 접속 플러그가 노출된다. 장착 후에 기수는 데드 웨이트이기 때문에 그대로 분리될 수도 있다.
원래는 그라말디 전선에 참전한 뫼비우스 제로 부대의 유일한 생존자인 무우 라 프라가 소령(당시 대위)의 전용 장비로 개발되었지만, 나중에 무우가 지구연합군을 떠나면서 새로 건배럴 시스템의 적성을 인정받은 "월하의 광견"이라 불리는 모건 슈발리에 대위에게 넘겨졌다.
게임보이 어드밴스용 소프트웨어 《기동전사 건담 SEED 친구와 너와 전장에서》에는 무우 라 프라가의 기체로 건배럴 스트라이커 팩을 장착한 "건배럴 스트라이크 건담"이 등장한다.
무장
M58E 개틀링 기관포
건배럴 스트라이커의 기수부에 장비된다.
유선식 건배럴
건배럴 스트라이커에 4기가 장비되는 건배럴이다. 건배럴 스트라이커 본체와는 광케이블로 연결된다.
연결이 유선식인 것을 이용하여 와이어로 적기를 포박하는 것도 가능하다. 뫼비우스 제로의 것보다는 소형화되었다.
GAU-758S 레일건
건배럴의 내부에 격납되어 있는 실체탄이다.
C.E. 73년 이후에는 본 장비를 빔으로 환장한 건배럴 스트라이커도 제작되었다.
M70AMSAT 미사일
건배럴에 격납된다.
기타
액션 피규어 제품 〈메탈빌드 건배럴 스트라이커〉에서는 기수부의 M58E 개틀링 기관포와의 환장 장비로 레일건이 디자인되어 있다.

## 라이트닝 스트라이커
《기동전사 건담 SEED MSV》로 분류되는 스트라이커 팩이다.
스트라이크 건담의 강화 배터리 팩 및 아군기에 파워 공급, 초장거리 저격 임무를 목적으로 개발된 스트라이커 팩이다.
스트라이크 건담 본체 좌우에는 측정 거리 센서, 버니어, 방열 기구를 갖춘 컴포지트 포드가 장비되어 있다. 스트라이크 건담의 리어 아머 좌우에 장착되는 배터리 탱크로 "70-31식 전자기 가농포"를 분할해 탑재하여 왼팔, 오른팔에 장착되는 마스터 암, 흉부 증가 유닛과 세트로 되어 있다. 70-31식 전자기 가농포는 배터리 탱크로부터 동력을 공급받는다.
처음에는 IDEX사가 개발을 맡고 있었지만, 스트라이크 건담의 파워 용량의 150%를 증가시키라는 지구연합군의 요구 때문에 대형 배터리와 냉각 시스템을 탑재하지 않을 수 없었고, 무게 증가에 따른 기동력의 저하를 초래하게 되었다. 그러나 후에 개발을 넘겨 받은 모르겐레테사가 새롭게 개발에 성공한 소형의 대용량 파워팩과 새로운 냉각 시스템을 통해 문제점을 해결하였다. 이로써 요구되었던 스펙을 충분히 달성하게 되었다.
1호기는 모르겐레테사 본사 공장에서 부품이 제작되었으며 나중에 우주로 탈출한 이즈모급 2번함 쿠사나기 함내에서 조립되었다. 그리고 무우 라 프라가가 탑승한 스트라이크 건담에 장착되어 운용 시험을 실시하던 중 우연히 발생한 전투에 의해서 라이트닝 스트라이커 팩은 파괴되고 말았다. 이때의 교전 데이터는 회수되어 공격 무기보다는 아군기의 파워 공급 장치로서의 유용성이 확인되었다.
덧붙여서 민간 시장에서 이미 군에서 요구한 스펙을 가진 파워팩이 존재한다고 알려져 있었는데, 채택되지 않고 개발이 이루어진 배경에 군 상층부와 군수산업 간의 어떤 유착이 있었을 것이라고 여겨지지만, 확실히 밝혀진 것은 없다.
또한 파손된 팩은 회수 후에 비밀리에 수리되어 오브군 마션 추격부대 소속 파일럿인 가르드 델 호크하가 탑승하는 슬로터 대거의 전용 장비로 실전 운용되었다.
무장
70-31식 전자기 가농포
라이트닝 스트라이커의 주무장이 되는 장사정형 전자기 레일포이다. 가농포(加農砲)는 캐논포의 한자 표기로, 이는 오브의 명명 규칙에 의거한 것이다.
스트라이커 팩의 양쪽에 부착된 대형 거리 측정 시스템과의 연동을 통해 매우 정밀한 사격이 가능하며, 유효 사거리는 대기권 내에서는 120km이고 우주 공간에서는 최대 10,000km에 달한다.
포신은 평소에 분할된 상태로 양팔에 장착되는데, 오른팔에 장착된 파츠는 71식 강화 철갑 첨두탄을 발사할 수 있다.
비고
라이트닝 스트라이커 팩은 2003년에 개최된 "기동전사 건담 SEED 메카 콘테스트"의 스트라이크 건담 커스터마이즈 부문의 일반 공모작 중에서 "하비 재팬상"을 수상한 것을 마치다 요시히코가 재디자인한 것으로 《기동전사 건담 SEED MSV》의 "엑스트라.01"로 취급되고 있다. 명칭은 응모 단계에서도 동일하게 라이트닝 스트라이커였다. 응모자의 생각은 "중장갑+고기동"이었지만, 고기동은 이미 에일 스트라이커로 달성되었기 때문에, 스텝에 의해 약간의 설정 변경이 가해졌다.

## 도펠호른 연장 무반동포
《기동전사 건담 SEED DESTINY》에 등장한다. 대형 실탄 포탑을 2문을 갖춘 대함 공격용 스트라이커 팩으로 주로 우주에서 사용된다. 장착시 기동성이 저하되지만, 함선에 따라서는 일격에 격침시킬 수 있는 위력을 발휘한다. I.W.S.P.의 데이터가 피드백되어 이용되었다.
유니우스 조약 체결 전에 이미 개발, 양산되고 있었던 것 같고, 남아메리카 독립전쟁에서 소드 스트라이커 등과 함께 운용되었다.
작품 내에서는 주로 대거 L, 윈덤이 운용하고 있다.
"도펠호른(Doppelhorn)"은 독일어로 "2개의 뿔"이라는 뜻이다.

## 제트 스트라이커
《기동전사 건담 SEED DESTINY》에 등장한다. 대기권 내 용의 공중전형 스트라이커 팩이다. 구성은 저스티스 건담에 도입된 파툼-00을 참고하고 있다. 장착 기종에 비행 능력을 부가시키는 플라이트 유닛으로 기능하며, 주 날개 밑 부분의 하드포인트에 미사일이나 프로펠런트 탱크를 증설하는 것도 가능하다. I.W.S.P.의 기술이 피드백되어 만들어진 팩 중 하나이다.
무장
Mk1323 무유도 로켓탄 포드
4연장식의 로켓탄 사출 포드이다. 사용되는 로켓탄은 미사일과 달리 유도 기능을 가지고 잇지 않기 때문에 미사일이나 항공기등 움직이는 목표를 요격하기에는 적합하지 않다.
공대지 미사일 "드라체 ASM"
함선이나 거점 공격시에 사용되는 대형 공대지 미사일이다. 오브 국방군의 차기 주력 모빌 슈트(MS)인 무라사메에도 같은 형태의 미사일이 탑재되어 있다. "드라체(Drache)"는 독일어로 "용"을 의미한다.
Mk438 3연장 뷔르거 공대공 미사일 포드
3연장식의 공대공 미사일 사출 포드이다. 적군의 항공 병기에 대한 공격이나 함대공 미사일의 요격 등에 다양한 용도로 사용된다. "뷔르거(Würger)"는 독일어로 "때까치"를 의미한다.
라이플 홀더
휴대 화기의 스톡에 사용되는 마운트 파츠이다.
비고
제트 스트라이커는 《기갑전기 드라고나》에 등장하는 비행용 옵션인 "리프터"를 오마주한 것이라고 후쿠다 미츠오 감독의 코멘트로 밝혀졌다.

## 멀티 런처 팩
《기동전사 건담 SEED DESTINY》에 등장한다. 대형 미사일 런처에 좌우 1발씩 핵미사일을 장전할 수 있는 팩으로 스러스터를 장비하고 있지 않기 때문에 장착 기체의 운동성을 저하시키는 측면이 있다.
무장
Mk5 핵탄두 미사일
뫼비우스 용과 동일한 형태의 전술 핵탄두 미사일이다.

## G 플라이트
《기동전사 건담 SEED DESTINY ASTRAY》에 등장한다. 건담 아스트레이 아웃 프레임 전용의 스트라이커 팩이다.
등쪽과 다리 부분의 부스터와 대형 실드로 구성되어, 아웃 프레임에 비행 형태로의 가변 기능을 부가한다. 다른 모빌 슈트(MS)에는 장착할 수 없지만, 스카이 그래스퍼에 장착하는 것은 가능하다.

## 디바인 스트라이커
《기동전사 건담 SEED DESTINY ASTRAY》에 등장한다. RGX-00 테스타먼트 건담 전용 스트라이커 팩이다.
지구연합군이 테스타먼트 건담을 자프트로부터 노획한 후 추가한 장비이다.

## 실드 스트라이커
《기동전사 건담 SEED VS ASTRAY》에 등장한다. 라이브러리안이 개발하고 LG-GAT-X105 게일 스트라이크 건담이 장착하고 있다. 실드 장비의 고기동형 스트라이커이다. 격투시의 방어와 후면의 방어력 강화를 목적으로 유닛 상부에 실드를 설치했으며, 암에 내장되어 있는 소형 버니어에 의해 방어하는 위치로의 이동이 가능하다. 또한 실드는 제어 날개로도 기능을 한다.

## 버스터 스트라이커
《기동전사 건담 SEED VS ASTRAY》에 등장한다. 라이브러리안이 개발하고 LH-GAT-X103 헤일 버스터 건담이 장착하고 있다. 버스터 건담의 고정 무장인 350mm 건 런처와 94mm 고 에너지 수속 화선 라이플을 스트라이커 팩으로 만든 것이다.
건 런처, 라이플 등의 무장 배치는 버스터 건담의 것과 좌우 반대로 장착되어 있다. 팩 중앙부에 무장용 파워 탱크와 탄창이 있어서 본체로부터 공급받지 않아도 된다. 주로 포격전용 기체가 장비하는 것을 전제로 하고 있으며, 94mm 고 에너지 수속 화선 라이플에는 센서가 장착되어 있지 않다.

## 바주카 스트라이커
《기동전사 건담 SEED VS ASTRAY》에 등장한다. 라이브러리안이 개발하고 LR-GAT-X102 레겐 듀얼 건담이 장착하고 있다. 런처 스트라이커를 기반으로 만들어진 포격전용 스트라이커로, 가동식 암으로 바주카를 짊어지는 식으로 장착이 가능하다. 암은 모빌 슈트(MS)의 팔에 필적하는 파워를 가지고 있기 때문에 즉시 바주카포를 발사할 수 있는 위치로 옮길 수 있으며 타격에도 사용할 수 있다. 무장은 듀얼용 350mm 레일 바주카 "게 볼그" 외에 "아그니"의 연결도 가능하다. 게 볼그의 유래는 켈트 신화에 등장하는 창 "게 볼그"이다.

## 드라군 스트라이커
《기동전사 건담 SEED VS ASTRAY》에 등장한다. 라이브러리안이 개발하고 LN-ZGMF-X13A 닉스 프로비던스 건담이 장착하고 있다. 고기동형 스트라이커로 본체 파워에 장착된 스러스터와 중앙에 장착된 유디키움 빔 라이플이 특징이며, 유디키움 빔 라이플은 다른 총이나 고정포로 교환할 수 있다. 이름 그대로 드라군으로도 운용이 가능하며 프로비던스 건담의 데이터를 가지고 있는 적이라면 유디키움 빔 라이플에 의한 공격으로 본체의 위치에 대한 잘못된 정보를 줄 수도 있다.

## 마가노이쿠타치 스트라이커
《기동전사 건담 SEED VS ASTRAY》에 등장한다. 라이브러리안이 개발하고 LN-GAT-X207 네불라 블리츠 건담이 장착하고 있다. 건담 아스트레이 골드 프레임 아마츠가 장비하는 마가노이쿠타치를 스트라이커 팩으로 만든 것이다. 장착하는 것 자체는 스트라이커 팩 시스템을 사용하는 기체라면 가능하지만, 미라쥬 콜로이드를 사용한 능력을 발휘하려면 해당하는 전용기에 장착해야 한다. 나중에 로우 귤이 네불라 블리츠 건담과의 교전에서 노획, 입수한 것을 일라이저 전용기의 반 세이버 건담 공력 제어용 유닛으로 장착하고 있다.

## 스트라이커 팩과 동일한 규격의 장비

### 백 조인트
《기동전사 건담 SEED DESTINY ASTRAY》에 등장한다. 건담 아스트레이 아웃 프레임용의 일반 장비이다. 정확하게 말하자면 스트라이커 팩은 아니지만, 연결에는 같은 규격의 플러그를 사용한다. 크레인 암을 갖추고 있으며 뒤에서 서술되는 백홈의 마운터이기도 하다. 전력 공급 기능과 백홈 및 본체의 콕피트와의 연락 통로도 갖추고 있어서 작업용 스트라이커 팩이라고 할 수 있다.
무장
아머 슈나이더

#### 백홈
《기동전사 건담 SEED DESTINY ASTRAY》에 등장한다. 장기 취재용으로 개발된 거주 모듈로, 백 조인트를 통해 건담 아스트레이 아웃 프레임에 장착한다. 장기행동용의 대용량 배터리, 조명 장치, 위장용 슈팅 코트, 연막살포장치 및 장비를 포함하는 컨테이너를 탑재하고 있으며, 기타 방호용의 실드 등의 추가 장비를 장착하는 하드포인트도 가지고 있다. 거주구 내부는 3층 갑판으로 나누어진 구조로 1층은 침실, 2층은 부엌, 3층은 공실(작품 내에서는 욕실이 추가됨)이다.

### 멀티팩
《기동전사 건담 SEED DESTINY ASTRAY》에 등장한다. G플라이트와 마찬가지로 건담 아스트레이 아웃 프레임 전용의 스트라이커 팩이다. "8(하치)"가 리제네레이트 건담이 가지고 있는 가변형 플러그를 참고해서 D.S.S.D. 관계의 기술을 혼합하여 설계한 건담 아스트레이 아웃 프레임 전용 등쪽의 어댑터 유닛이다. 플러그 부분은 크기가 가변되는 프리 규격으로 되어 있으며 위저드 시스템, 실루엣 환장 시스템 모듈의 장비도 가능하다. 그렇지만 이러한 추가 장비는 본래 건담 아스트레이 아웃 프레임에서의 운용을 상정한 것이 아니기 때문에, "8(하치)"에 의한 지원이 필수적이다. 작품 내에서는 블래스터 실루엣을 임펄스 건담에게서 빌려서 사용했다. 또한 건담 아스트레이 아웃 프레임 D로의 개수 후에도 말레 스트로드가 탑승하는 데스티니 임펄스 1호기로부터 데스티니 실루엣을 탈취해 사용하고 있으며, 일드전에서는 일라이저 전용 자쿠의 부스터 위저드를 사용하고 있다. 사용된 기술에는 군사 기밀에 저촉되는 부분이 있지만, 확실한 것은 알 수 없다고 한다.
임펄스 건담용의 멀티팩(비변형형 코어 블록)과는 같은 이름의 다른 팩이다.

### 데스티니 R 실루엣
《기동전사 건담 SEED DESTINY ASTRAY R》에 등장한다. "실루엣"이라는 이름을 붙였지만 스트라이커 팩에 대응하는 플러그를 가지고 있다.
《기동전사 건담 SEED DESTINY ASTRAY B》에서는 느와르 스트라이커를 잃은 아스트레이 느와르의 새로운 장비로 등장한다.

## 같이 보기
- 기동전사 건담 SEED
- 스트라이크 건담
- 건담 시리즈의 병기 목록

## 주해
1. ↑  이러한 호칭은 하비 재팬에서 발행한 《기동전사 건담 SEED 모델 vol.3 SEED MSV편》에 의한 것이다.[5]
2. ↑  이러한 호칭은 건담 프라모델 키트 〈1/100 MG 스트라이크 루즈 오오토리 장비 Ver.RM〉 조립 설명서에 의한 것이다.
3. ↑  《기동전사 건담 SEED》에서 설정 제작을 담당한 시모무라 케이지는 인터뷰에서 헬리오폴리스에는 수중용 팩도 존재했지만, 공격에 의해 상실되었을 가능성에 대해 언급하고 있다.[6]
4. ↑  TV 애니메이션 《기동전사 건담 SEED》 제4화나 뱅크 필름을 이용한 출격 장면에서는 주날개가 접히는 모습을 볼 수 있다.
5. ↑  《기동전사 건담 SEED》 시리즈에서 설정 제작을 담당한 시모무라 케이지는 출판 기사에서 어디까지나 활공 만으로는 본격적인 비행은 할 수 없다고 말했다.[12]
6. ↑  다만 《기동전사 건담 SEED》 등장시의 것은 파워에 따라 점프력을 증강하는 것은 가능하지만, 비행을 할 수는 없다.[14]
7. ↑  이러한 수중에서의 사용에 있어서 카도카와 스니커즈 문고판의 선라이즈·시모무라 케이지의 서적에 의하면 해설 집필 단계에서 존재했던 아이디어지만 애니메이션 본편에서는 사용되지 않았던 것이라고 설명하고 있다.[16] 카도카와 스니커즈 문고 3권에서는 애니메이션과 마찬가지로 소드 스트라이커로 수중전이 이루어지고, 이때 "초전도 전자기 추진에 의해 물을 주입, 배출하여 추력을 얻는다"[17]라고 설명되어 있다.
8. ↑  C.E. 73년을 무대로 한 《기동전사 건담 SEED DESTINY ASTRAY》에서는 에일 스트라이커를 장비한 윈덤이 등장했지만, 소속 부대에서 같은 장비를 하고 있는 기체는 따로 없다.
9. ↑  소설판에서는 자프트가 만든 "엑스칼리버 레이저 대함도"나 "아론다이트 빔 소드"의 기능에 대한 설명으로 레이저(빔) 부위에서 적의 장갑을 태워서 파괴하고, 실체검 부분의 날에 의한 공격이 가능하다고 설명하고 있다.[27]
10. ↑  본래는 대함용 장비이며, 모빌 슈트(MS)를 상대로는 한 칼에 모빌 슈트를 두 동강 낼 정도의 위력을 가지고 있지만, 모빌 슈트전에서 취급하는 데 어려움이 있다고 한 자료도 볼 수 있다.[28]
11. ↑  한편, 지상이나 콜로니 내부와 같이 대기가 있는 장소에서만 사용할 수 있다고 하는 자료도 보인다.[32]
12. ↑  다만 작품 내에서는 탄의 종류에 대한 명료한 묘사는 없다.
13. ↑  《기동전사 건담 SEED MSV》에서 설정된 장비이기 때문에 애니메이션 본편 중에는 거의 등장하지 않지만, 몇 안되는 등장의 예로는 《기동전사 건담 SEED DESTINY》의 오프닝 영상에서 스트라이크 루즈가 장비하고 있는 것이 있다.
14. ↑  이 팩은 《기동전사 건담 SEED DESTINY》에서 카가리와 함께 스트라이크 루즈가 오브를 떠났을 때에는 국외로 반출되지 않고 모르겐레테사에 보관되어 있었다.[41] 또한 외전 작품인 《기동전사 건담 SEED C.E.73 Δ ASTRAY》에서는 마션 공격의 임무에 해당하는 105 슬로터 대거 중에 이 I.W.S.P.를 장착하고, 전투가 경과함에 따라 스트라이크 E에게 팩을 빼앗기는 기체를 볼 수 있는데, 이 때의 I.W.S.P.는 슬로터 대거용으로 신규 생산한 것이라는 자료[42]와 스트라이크 루즈의 것이라는 설명[41]으로 양분되어 있으며 확실하게 정리되지 않았다.
15. ↑  이때의 기체가 《기동전사 건담 SEED FRAME ASTRAYS》에 등장하는 루카스 오도넬기가 된다. 나중에 루카스기가 사용하던 I.W.S.P.는 제4군에 참가한 "시빌리언 아스트레이 0 커스텀"에게 양도되었다.[43]
16. ↑  처음에 스트라이크 느와르(스트라이크 E)에는 팔에 장착용 마운트 래치가 디자인되어 있지 않았다. 따라서 〈1/144 HG 스트라이크 느와르 건담〉처럼 개조하지 않으면 본 장비와 같은 실드를 장착할 수 없는 키트도 존재한다. 한편 "아스트레이"에서의 스트라이크 E+I.W.S.P.의 등장 이후에 발매된 건담 프라모델 〈1/100 MG 스트라이크 E+I.W.S.P. (루카스 오도넬 전용기)〉 및 그 금형을 공유하는 〈1/100 MG 스트라이크 느와르 건담〉의 팔꿈치는 커버가 달린 마운트 래치로 변경되어 스트라이크 느와르의 설정화나 〈1/144 HG 스트라이크 느와르 건담〉과는 구조가 달라졌다. 커버를 떼어내면 마운트 래치가 있는 구조이지만, 이는 어디까지나 프라모델의 설계에서 기존 설정과의 모순을 해결하기 위해 고안된 것으로 《기동전사 건담 SEED ASTRAY》의 스토리에서는 커버를 붙이거나 분리하는 묘사는 없고 아무렇게나 실드를 팔꿈치에 장착, 분리하고 있다.
17. ↑  건담 프라모델 키트인 〈1/100 MG 스트라이크 느와르 건담〉의 조립 설명서에 게재된 그림에서는 빔 블레이드의 그립부에 "빔 사벨"이라고 기술되어 있으나, 자세한 내용은 밝혀지지 않았다.[8]
18. ↑  단, 자료에 따라 느와르 스트라이커에는 스러스터가 탑재되어 있지 않으며, 윙의 가변 기구에 의한 공력 성능에 특화된 기능을 가진 것도 존재한다.[46]
19. ↑  초기 설정에서는 "GAT-X105E 스트라이크 느와르 건담"을 위해 동시 개발되어 "GAT-X105E 스트라이크 느와르 건담과의 조합에서 최고의 성능을 발휘하는 전용 스트라이커"라고 되어 있다.[44] 또한 느와르의 검은색은 배리어블 페이즈 시프트 장갑(VPS 장갑)과 파워 익스텐더에 의한 것으로 스트라이크 팩에 의한 것으로 설정되지 않았다. 스트라이크 I.W.S.P.는 액타이온사에 의해 다시 제조된 제1기 GAT-X 시리즈 5기(듀얼 건담, 버스터 건담, 블리츠 건담, 이지스 건담, 스트라이크 건담) 중 1기라고 밝혔다. 이후에 외전인 《기동전사 건담 SEED ASTRAY》 시리즈의 스토리 및 이후에 발매된 건담 프라모델 〈1/100 MG 스트라이크 E+I.W.S.P. (루카스 오도넬 전용기)〉에서는 우선 "GAT-X105E 스트라이크 느와르"라는 고유 기종과 기체는 없으며 또한 이 기체가 스웬 칼 바얀 중위가 조종하는 스트라이크 I.W.S.P.가 직접 실전에서 데이터를 얻음으로써 개조 제작된 원 메이크 업 모델이라는 배경도 없어졌다. 여기서는 우선 소체가 되는 모빌 슈트(MS)로서 "스트라이크 E"가 새롭게 창작된 "스트라이크 느와르"라는 기체명이 아니라 느와르 스트라이커를 장착했을 때의 모습을 가리키는 호칭이 되었다. "느와르"라는 이름대로 검은 기체색은 장착된 스트라이커에 의한 것으로 이를 장착하지 않은 기체의 본체(스트라이크 E)는 흰색 바탕이다. 또한 스트라이크 E는 여러 대가 존재하며 스웬 칼 바얀 중위가 탄 스트라이크 건담 재생기+I.W.S.P. 개조기 뿐만 아니라 팬텀 페인의 여러 파일럿들에게 지급된 것으로 알려져 있다.
20. ↑  105 대거의 포격전용으로 개발되었던 "버스터 스트라이커"와 동일한 지의 여부는 알려져 있지 않다.
21. ↑  설정상 두 종류의 포는 암에서 분리 가능하지만,[36] 건담 프라모델 키트에서는 조인트 암의 접속 위치의 변경으로, 암에 장착한 상태로는 원형기에 맞는 포의 도킹을 할 수 없다. 건담 프라모델 키트 부품은 원형기에 존재하던 도킹용 부품도 그대로 있기 때문에, 포를 분리하면 연결이 가능하지만, 설정상으로 가능한지는 알 수 없다. 다만 무크에 게재된 작례에서는 본 장비를 도킹한 모습을 볼 수 있었다.[68]
22. ↑  건담 프라모델 키트 〈데스티니 임펄스 건담 R〉에서는 스트라이커 팩용의 코어 블록(멀티팩)의 사용을 전제로 하고 있으며, 스트라이커용 규격으로 연결된다.